# Ramón Castro Ruz
Ramón Eusebio Castro Ruz (/ˈkæstroʊ/ KASS-troh, tiếng Tây Ban Nha Mỹ Latinh: [raˈmon ewˈseβjo ˈkastɾo ˈrus]; 14 tháng 10 năm 1924 – 23 tháng 2 năm 2016) là nhà hoạt động xã hội và nhà cách mạng người Cuba. Ông là anh cả của Fidel và Raúl Castro và là nhân vật chủ chốt trong Cách mạng Cuba.

## Tiểu sử

### Thời kỳ trước cách mạng
Ramón là anh cả trong gia đình Castro và là con trai của Ángel Castro, một chủ trang trại gốc Tây Ban Nha với người vợ thứ hai là Lina Ruz, lớn lên trong trang trại rộng lớn của gia đình mình ở Birán, tỉnh Holguín, miền đông Cuba. Ramon Castro từng học ngành kỹ thuật nông nghiệp đã dành cả đời mình để chăm sóc cây trồng và chăn nuôi. Ông từng đứng ra giám sát hoạt động sản xuất đường của Cuba vào những năm 1960 để giúp tăng sản lượng và thành lập một số công ty nhà nước chuyên sản xuất và vận chuyển cây lương thực. Ông còn tham gia nghiên cứu nông nghiệp. "Về mặt thể chất, ông ấy giống người em trai Fidel một cách đáng kinh ngạc, một người đàn ông to lớn, nặng nề, cộc cằn, với bộ râu lởm chởm, khuôn mặt đỏ bừng, phong thái hung hãn, nụ cười trêu chọc sẵn sàng và đôi mắt sáng ngời," nhà báo người Mỹ Sally Quinn viết như vậy mà vào năm 1977 lúc mà rất hiếm khi được trao cơ hội duy nhất để thực hiện phỏng vấn ở Cuba. Người dân La Habana và khách du lịch đều sẽ nhầm lẫn Ramón với người em trai Fidel khi họ đi ngang qua đường phố. Ông ấy bèn tuyên bố "Không, tôi là Mongo" ("No, soy Mongo"), dùng biệt danh thời thơ ấu mà chỉ bạn bè và gia đình ông ấy mới biết.

### Hoạt động cách mạng
Dù không tích cực tham gia cuộc nổi dậy vũ trang như anh em mình, Ramón Castro đã ra tay trợ giúp cuộc cách mạng này với tư cách là sĩ quan hậu cần cho đội quân của Fidel và Raúl, gửi cả vũ khí và vật tư cho họ. Ông cũng thiết lập và duy trì đường ống dẫn dầu từ thành phố đến cho đội quân trên chiến trường. Ông còn sản xuất nhiên liệu chứa cồn cho Cuba trong thời kỳ thiếu xăng. Về sau này, ông cho biết bản thân mình đã lãnh đạo một mạng lưới gồm 1.200 người: "Tất cả bọn họ đều là những tên trộm. Chúng tôi đã ăn trộm đồ dành cho chiến tranh".

### Thời kỳ sau cách mạng
Sau cách mạng, trang trại gia đình Castro rộng 87,6 km2 (33,8 dặm vuông Anh) sử dụng 400 người và sản xuất mía, cam, gia súc và gỗ xẻ, cùng với 26 công trình chủ yếu đã trở thành tài sản hợp pháp của nhà nước. Ông được phép giữ lại 4 km2 (1,5 dặm vuông Anh). Đôi lúc ông có mâu thuẫn với chính phủ mới. Tháng 11 năm 1959, sau khi Fidel cáo buộc tờ Prensa Libre phản đối cách mạng, Ramón bèn lên tiếng bảo vệ tờ báo này. Tờ báo chính thức của chính phủ về sau đã tố cáo Ramón trong một bài xã luận trên trang nhất cho rằng ông không tham gia quân nổi dậy cùng với anh em mình trong những năm 1950 vì "thiếu lòng dũng cảm và ham muốn kiếm tiền thường trực". Một năm sau, Ramón bị công kích vì vai trò của ông trong Hiệp hội Người trồng Mía Cuba, một tổ chức bị giải thể vì liên kết với các lợi ích của Mỹ trước cuộc cách mạng và thiếu nhiệt tình với cuộc cách mạng sau khi nó thành công. Trước lúc vụ thu hoạch đó kết thúc, ông kêu gọi tăng lương cho 200.000 lao động tại những trang trại mía tư nhân sao cho phù hợp với mức lương được trả ở các hợp tác xã.
Ông chuyển sang làm cố vấn cho các bộ của chính phủ và lập nên các công ty nhà nước quản lý việc sản xuất cam và vận chuyển mía. Ông là một trong những người sáng lập Đảng Cộng sản Cuba năm 1965 và từng là Đại biểu Quốc hội Cuba. Ramón còn nghiên cứu và thực hiện kỹ thuật sản xuất cải tiến trong ngành trồng mía và chăn nuôi bò sữa. Trong những năm 1990, ông giúp tạo điều kiện thuận lợi cho việc nhập khẩu gia súc từ bang Florida góp phần tạo ra một giống gia súc mới. Về danh tiếng của em trai mình, ông nói: "Fidel có tham vọng. Tôi có tham vọng khác. Sở trường của nó là chính trị. Sở trường của tôi là đường phố. Tôi tự do, còn nó thì ở trong một loại nhà tù". Không giống như Fidel, Ramón vẫn tiếp tục hút xì gà cho đến ngày qua đời.
Năm 2007, lúc Fidel đang hồi phục sau cuộc phẫu thuật, Ramón nói với một người phỏng vấn rằng em trai mình "đang sống rất tốt, được các vị thánh xã hội chủ nghĩa bảo vệ. [...] Tất cả anh em chúng tôi đều rất kiên cường".

### Qua đời
Ông và vợ Janice có ba người con tên là Ramón Omar, Lina và Ángel Castro. Castro qua đời vào ngày 23 tháng 2 năm 2016. Cái chết của ông được công bố trên Granma, tờ báo chính thức của Đảng Cộng sản Cuba. Người em trai Fidel của ông thì qua đời 9 tháng sau đó vào ngày 25 tháng 11 năm 2016.